# Microthoraciidae
Microthoraciidae es una familia de piojos parásitos de Phthiraptera de la superfamilia Anoplura. Tienen piezas bucales de succión y se nutren al beber sangre del huésped. Estas especies viven en camélidos.

## Descripción
Los integrantes de esta familia son piojos oblongos ovalados relativamente grandes (a menudo miden alrededor de 3 mm) con patas cortas.

## Hábitat
Los piojos de esta familia viven entre la piel de los camélidos: dromedario, llama, alpaca y guanaco.

## Sistemática
- familia Microthoraciidae Kim & Ludwig, 1978
  - género Microthoracius Fahrenholz, 1916
    - Microthoracius cameli (Linnaeus, 1758) – en el  dromedario
    - Microthoracius mazzai Werneck, 1932 – en la alpaca
    - Microthoracius minor Werneck, 1935
    - Microthoracius praelongiceps (Neumann, 1909)